# Axonolaimidae
Axonolaimidae é uma família de nematóides pertencentes à ordem Araeolaimida.

## Géneros
Géneros:
- Aequalodontium Smolyanko & Belogurov, 1993
- Alaimonema
- Anplostoma